# Billet de 50 francs Quentin de La Tour
Pour les articles homonymes, voir 50 francs.
Recto
Verso
Chronologie
50 francs Racine 50 francs Saint-Exupéry
Le 50 francs Quentin de La Tour est un billet de banque français créé le 15 juin 1976 par la Banque de France et émis le 4 avril 1977. Il succède au 50 francs Racine et fut remplacé par le 50 francs Saint-Exupéry.

## Historique
Ce billet polychrome gravé en taille-douce appartient à la deuxième grande série des « créateurs et scientifiques célèbres » commandée par la Banque et dans laquelle l'on compte Berlioz, Debussy, Delacroix, Montesquieu et Pascal.
Il fut imprimé de 1976 à 1992. Il est définitivement privé de cours légal le 30 novembre 2005, et, depuis cette date, n'est plus échangeable contre des euros.
Son tirage total est de 1 850 000 000 exemplaires.

## Description
La vignette a été dessinée par Bernard Taurelle, d'après une œuvre de Lucien Fontanarosa (décédé en 1975) lequel s'est inspiré d'un autoportrait de Maurice Quentin de La Tour, un pastel exposé au Musée Antoine-Lécuyer ; elle fut gravée par Henri Renaud et Jacques Combet.
Les tons dominants sont bleu-gris et bistre.
Au recto : à droite le portrait de Quentin de La Tour avec en fond la façade principale du château de Versailles.
Au verso : à gauche, le même portrait du peintre avec en fond, la façade de l'hôtel de ville de Saint-Quentin, sa ville natale.
En filigrane apparaît la tête du peintre d'après un autre autoportrait.
Les dimensions sont de 150 × 80 mm.